# Nykroppa
Nykroppa est une localité située dans la commune de Filipstad dans le comté de Värmland en Suède.
Sa population était de 772 habitants en 2019.